# Resistentialisme
 Der er for få eller ingen kildehenvisninger i denne artikel, hvilket er et problem. Du kan hjælpe ved at angive troværdige kilder til de påstande, som fremføres i artiklen.

Resistentialisme er en satirisk teori som bekræfter troen på, at alting er mod én. Ifølge teorien foregår der en krig mellem mennesker, og alle tingene omkring dem. Fra et resistentialistisk perspektiv er det, at fjernbetjening pludselig ikke er til at finde, fordi den selv har gemt sig, hvilket bliver set som værende et angreb fra genstandenes side af. Er man tilhænger af resistentialisme, kaldes man for en resistentialist.
Teorien blev opfundet af humoristen Paul Jennings i en artikel med overskriften "Report on Resistentialism" (dansk: "Rapport om Resistentialisme"), først offentliggjort i The Spectator i 1948, og senere genoptrykt i The New York Times. Resistentialismens slogan er; Les choses sont contres nous som er fransk og betyder Ting er mod os.